# 完顏昂 (鄆王)
完顏昂（？—1142年12月14日），本名吾都補，金世祖最幼子。常跟隨其兄金太祖征伐各地。
太祖天輔六年（1122年），昂與稍喝以兵四千監護諸部族投降者，遷至嶺東，就地駐兵防守臨潢府。昂不擅長領導統御，投降者皆深以為苦，頗多叛逃者。太祖得知此事，派遣出裏底前往告戒昂。過了上京，諸部皆叛去，惟章湣宮、小室韋二部到達內地。太祖下詔指示諳版勃極烈吳乞買說：「比遣昂徙諸部，多致怨叛，稍喝駐兵不與討襲，致使降人複歸遼主，違命失眾，當置重法。若有所疑，則禁錮之，俟師還定議。」
當時吳乞買留守上京，辭不失為其副手，辭不失勸吳乞買因國慶可減輕刑罰，於是杖責昂七十，拘禁於泰州，而殺稍喝。
太宗天會六年（1128年），權元帥左都監。十五年，為西京留守。天眷三年十一月，為平章政事。皇統元年正月，封漆水郡王。二年十一月，制詔昂暑銜帶「皇叔祖」字，封鄆王。是歲，薨。
子完颜鄭家（完颜承晖的父亲）、完颜鶴壽。鶴壽累官耶魯瓦群牧使，死於契丹撒八之難，語在《忠義傳》。